# Серджо Порріні
Серджо Порріні (італ. Sergio Porrini, нар. 8 листопада 1968, Мілан) — італійський футболіст, що грав на позиції захисника. По завершенні ігрової кар'єри — футбольний тренер. Наразі входить до тренерського штабу клубу «Аталанта».
Виступав, зокрема, за клуби «Аталанта», «Ювентус» та «Рейнджерс», а також національну збірну Італії.
Дворазовий чемпіон Італії. Володар Кубка Італії. Дворазовий володар Суперкубка Італії з футболу. Дворазовий чемпіон Шотландії. Дворазовий володар Кубка Шотландії. Володар Кубка шотландської ліги. Переможець Ліги чемпіонів УЄФА. Володар Суперкубка УЄФА. Володар Міжконтинентального кубка. 

## Клубна кар'єра
Народився 8 листопада 1968 року в місті Мілан. Вихованець футбольної школи клубу «Мілан».
У дорослому футболі дебютував 1989 року виступами за команду клубу «Аталанта», в якій провів чотири сезони, взявши участь у 100 матчах чемпіонату. Більшість часу, проведеного у складі «Аталанти», був основним гравцем захисту команди.
Своєю грою за цю команду привернув увагу представників тренерського штабу клубу «Ювентус», до складу якого приєднався 1993 року. Відіграв за «стару сеньйору» наступні чотири сезони своєї ігрової кар'єри. Граючи у складі «Ювентуса» також здебільшого виходив на поле в основному складі команди. За цей час двічі виборював титул чемпіона Італії, ставав володарем Кубка Італії, володарем Суперкубка Італії з футболу (двічі), переможцем Ліги чемпіонів УЄФА, володарем Суперкубка УЄФА, володарем Міжконтинентального кубка.
У 1997 році уклав контракт з клубом «Рейнджерс», у складі якого провів наступні чотири роки своєї кар'єри гравця. За цей час додав до переліку своїх трофеїв два титули чемпіона Шотландії, ставав володарем Кубка Шотландії (також двічі), володарем Кубка шотландської ліги.
Згодом з 2001 по 2004 рік грав у складі команд клубів «Алессандрія» та «Падова».
Завершив професійну ігрову кар'єру у клубі «Піццигеттоне», за команду якого виступав протягом 2004—2009 років.

## Виступи за збірну
У 1993 році дебютував в офіційних матчах у складі національної збірної Італії. Протягом кар'єри у національній команді, яка тривала усього 1 рік, провів у формі головної команди країни 2 матчі.

## Кар'єра тренера
Розпочав тренерську кар'єру відразу ж по завершенні кар'єри гравця, 2009 року, увійшовши до тренерського штабу клубу «Піццигеттоне».
В подальшому очолював команди клубів «Колоньєзе» та «Понте Сан П'єтро», а також входив до тренерського штабу клубу «Пергокрема».
Наразі входить до тренерського штабу клубу «Аталанта».
| Дата      | Місто   | Господарі | Результат | Гості   | Турнір            | Голи | Примітки |
| --------- | ------- | --------- | --------- | ------- | ----------------- | ---- | -------- |
| 24-3-1993 | Палермо | Італія    | 6 – 1     | Мальта  | Відбір до ЧС 1994 | -    |          |
| 14-4-1993 | Трієст  | Італія    | 2 – 0     | Естонія | Відбір до ЧС 1994 | -    |          |
| Усього    |         | Матчів    | 2         |         | Голів             | 0    |          |

## Титули і досягнення
- Чемпіон Італії (2):

«Ювентус»: 1994–95, 1996–97
- Володар Кубка Італії (1):

«Ювентус»: 1994–95
- Володар Суперкубка Італії з футболу (2):

«Ювентус»: 1995, 1997
- Чемпіон Шотландії (2):

«Рейнджерс»: 1998–99, 1999–00
- Володар Кубка Шотландії (3):

«Рейнджерс»: 1997–98, 1998–99, 1999–00
- Володар Кубка шотландської ліги (1):

«Рейнджерс»: 1998–99
- Переможець Ліги чемпіонів УЄФА (1):

«Ювентус»: 1995–96
- Володар Суперкубка УЄФА (1):

«Ювентус»: 1996
- Володар Міжконтинентального кубка (1):

«Ювентус»: 1996